# Cees Doorakkers
Cees Doorakkers (Gilze, 2 de marzo de 1963) es un piloto de motociclismo de velocidad neerlandés, que compitió regularmente en el Campeonato Mundial de Motociclismo desde 1984 hasta 1995.

## Biografía
Cees Doorakker fue campeón neerlandés de 250cc en 1984 y 1986. En 1986 también alcanzó el campeonato nacional en la categoría de 500cc.
Debutó en el Mundial en el Gran Premio de los Países Bajos de 250 cc. Durante todas las temporadas que disputó el Mundial, corrió como piloto privado sin motos apoyadas por las grandes fábrica y tan solo obtuvo unos pocos puntos. Su mejor resultado fue un séptimo lugar en el Gran Premio de Yugoslavia en Rijeka en la temporada 1990. Esa temporada alcanzó un total de 39 puntos.
En la temporada 1991 la terminó clasificado como el mejor privado, ocupando el puesto 14 en la general (40 puntos). Los años posteriores estuvieron plagados de fracasos por la falta de dinero, equipo modestos y mala suerte, como sucedió con el nuevo motor en la primera carrera de la temporada en Australia.
En 1995, los Doorakkers decidió retirarse del Mundial. En 1996, Doorakkers se introdujo en el Campeonato Nacional de karts y terminó quinto. Más tarde, comenzó de nuevo en carreras de motos con títulos en BOTT-class y  Supermono  así como probó el Alfa Challenge  con el Alfa Romeo 156 y 147.

## Resultados en el Campeonato del Mundo
Sistema de puntuación desde 1969 hasta 1987:
| Posición | 1.º | 2.º | 3.º | 4.º | 5.º | 6.º | 7.º | 8.º | 9.º | 10.º |
| Puntos   | 15  | 12  | 10  | 8   | 6   | 5   | 4   | 3   | 2   | 1    |

Sistema de puntuación desde 1988 hasta 1991:
| Posición | 1.º | 2.º | 3.º | 4.º | 5.º | 6.º | 7.º | 8.º | 9.º | 10.º | 11.º | 12.º | 13.º | 14.º | 15.º |
| Puntos   | 20  | 17  | 15  | 13  | 11  | 10  | 9   | 8   | 7   | 6    | 5    | 4    | 3    | 2    | 1    |

Sistema de puntuación en 1992:
| Posición | 1.º | 2.º | 3.º | 4.º | 5.º | 6.º | 7.º | 8.º | 9.º | 10.º |
| Puntos   | 20  | 15  | 12  | 10  | 8   | 6   | 4   | 3   | 2   | 1    |

Sistema de puntuación de 1993 hasta 2022:
| Posición | 1.º | 2.º | 3.º | 4.º | 5.º | 6.º | 7.º | 8.º | 9.º | 10.º | 11.º | 12.º | 13.º | 14.º | 15.º |
| Puntos   | 25  | 20  | 16  | 13  | 11  | 10  | 9   | 8   | 7   | 6    | 5    | 4    | 3    | 2    | 1    |

### Carreras por año
| Año  | Cat.  | Moto          | 1       | 2       | 3       | 4      | 5       | 6       | 7       | 8       | 9       | 10      | 11      | 12      | 13      | 14      | 15     | Pts. | Pos. |
| ---- | ----- | ------------- | ------- | ------- | ------- | ------ | ------- | ------- | ------- | ------- | ------- | ------- | ------- | ------- | ------- | ------- | ------ | ---- | ---- |
| 1984 | 250cc | Yamaha        | RSA -   | NAT -   | ESP -   | AUT -  | GER -   | FRA -   | YUG -   | NED 17  | BEL -   | GBR -   | SWE -   | RSM -   |         |         |        | 0    | -    |
| 1985 | 250cc | Yamaha        | RSA -   | ESP DNQ | GER 28  | NAT -  | AUT -   | YUG NP  | NED DNQ | BEL DMQ | FRA DNQ | GBR -   | SWE -   | RSM -   |         |         |        | 0    | NC   |
| 1986 | 250cc | Honda         | ESP -   | NAT -   | GER DNQ | AUT -  | YUG -   | NED 17  | BEL 19  | FRA -   | GBR DNQ | SWE -   | RSM -   |         |         |         |        | 0    | -    |
| 1987 | 250cc | Honda         | JPN -   | ESP -   | GER -   | NAT -  | AUT -   | YUG -   | NED 22  | FRA -   | GBR DNQ | SWE DNQ | CZE -   | RSM -   | POR -   | BRA -   | ARG -  | 0    | -    |
| 1988 | 500cc | Honda         | JPN -   | USA -   | ESP -   | EXP -  | NAT -   | GER -   | AUT -   | NED Ret | BEL 15  | YUG -   | FRA -   | GBR -   | SWE -   | CZE -   | BRA -  | 1    | 37.º |
| 1989 | 500cc | Honda         | JAP -   | AUS -   | USA -   | ESP -  | NAC -   | ALE -   | AUT -   | YUG -   | NED 15  | BEL 13  | FRA 25  | GBR Ret | SUE -   | CHE Ret | BRA -  | 2,5  | 43.º |
| 1990 | 250cc | Honda         | JAP -   | USA -   | ESP 13  | NAC 14 | ALE 10  | AUT 14  | YUG 7   | NED 13  | BEL 15  | FRA 12  | GBR 15  | SUE 12  | CHE 16  | HUN 16  | AUS 12 | 39   | 16.º |
| 1991 | 500cc | Honda         | JAP 22  | AUS 14  | USA 14  | ESP 13 | ITA 12  | ALE 11  | AUT DNQ | EUR 13  | NED 13  | FRA 12  | GBR 14  | RSM 13  | CHE 13  | LMA Ret | MAL 10 | 40   | 14.º |
| 1992 | 500cc | Harris Yamaha | JAP DNQ | AUS 17  | MAL 12  | SPA 17 | ITA 19  | EUR Ret | ALE 19  | NED 12  | HUN 17  | FRA 13  | GBR 15  | BRA 22- | RSA Ret |         |        | 0    | -    |
| 1993 | 500cc | Harris Yamaha | AUS 21  | MAL 19  | JAP 23  | ESP 16 | AUT Ret | ALE 20  | NED 21  | EUR 14  | RSM Ret | GBR 19  | CZE Ret | ITA Ret | USA Ret | FIM 21  |        | 2    | 37.º |
| 1994 | 500cc | Harris Yamaha | AUS 25  | MAL 19  | JAP Ret | ESP 19 | AUT Ret | ALE 18  | NED 18  | ITA 21  | FRA Ret | GBR 21  | CZE 20  | USA 20  | ARG 18  | EUR 19  |        | 0    | -    |
| 1995 | 500cc | Harris Yamaha | AUS -   | MAL -   | JAP -   | ESP -  | ALE -   | ITA -   | NED Ret | FRA -   | GBR -   | CZE -   | RIO -   | ARG -   | EUR -   |         |        | 0    | -    |

| Color     | Resultado                                                               |
| --------- | ----------------------------------------------------------------------- |
| Oro       | Ganador                                                                 |
| Plata     | 2.ª plaza                                                               |
| Bronce    | 3.ª plaza                                                               |
| Verde     | Finalizó en los puntos                                                  |
| Azul      | Finalizó sin puntos                                                     |
| Azul      | NC - No clasificado                                                     |
| Violeta   | Ret - No terminó (Carrera)                                              |
| Rojo      | DNQ - No se clasificó                                                   |
| Negro     | DSQ - Descalificado                                                     |
| Blanco    | DNS - No empezó (carrera)                                               |
| Blanco    | WD - Retirado (fin de semana)                                           |
| Blanco    | C - Carrera cancelada                                                   |
| Sin color | DNP - Inscrito pero no participó                                        |
| Sin color | INJ - Lesionado                                                         |
| Sin color | EX - Excluido                                                           |
| Estado    | Resultado                                                               |
| Negrita   | Pole position                                                           |
| Cursiva   | Vuelta rápida                                                           |
| †         | Abandona, pero clasifica al completar el porcentaje requerido para ello |